# Shunmugham Subramani
Shunmugham Subramani (Singapore, 5 agosto 1972) è un ex calciatore singaporiano, di ruolo difensore.

## Palmarès

### Club
- Singapore FA Cup: 1

Tanjong Pagar United: 1998
- Coppa di Singapore: 4

Tanjong Pagar United: 1998
Home United: 2001, 2003, 2005
- Campionato singaporiano: 1

Home United: 2003

### Nazionale
- Tiger Cup/Campionato dell'ASEAN di calcio: 3

1998, 2004, 2007

### Individuale
- Miglior giocatore della S.League: 1

1998